# Jesse González
José Luis González Gudiño (Edenton, 1995. május 25. –) amerikai labdarúgó, kapus.

## Pályafutása

### Klubcsapatok
González az amerikai FC Dallas akadémiáján nevelkedett; a felnőtt csapatban az MLS-ben 2015 augusztusában mutatkozott be egy Vancouver Whitecaps elleni mérkőzésen. A Dallas színeiben 2015 és 2020 között százegy élvonalbeli mérkőzésen szerepelt a kapuban. 2020 júniusában az MLS González játékjogát családon belüli erőszak vádja miatt felfüggesztette.

### Válogatott
González az Egyesült Államokban született mexikói szülők gyermekeként, így mindkét ország válogatottjában szerepelhetett. 2015-ben a mexikói U20-as válogatott kezdőkapusaként megnyerte az U20-as CONCACAF-bajnokságot, valamint szerepelt a 2015-ös U20-as labdarúgó-világbajnokságon is. 2016 márciusában egy Japán elleni felkészülési mérkőzésen csereként pályára lépett az olimpiára készülő mexikói U23-as válogatottban, de végül nem került be a riói keretbe. 2017 júniusában a FIFA engedélyezte González ország váltását, így bekerült az amerikai válogatott CONCACAF-aranykupa kieséses szakaszának a keretébe. A torna óta González többször is szerepelt az amerikai válogatott keretében, pályára azonban még nem lépett.

## Sikerei, díjai

### Klubcsapattal
FC Dallas
- US Open Cup: 2016
- Supporters' Shield: 2016

### Válogatottal
Mexikói U20 válogatott
- U20-as CONCACAF-bajnokság: 2015

 USA válogatott
- CONCACAF-aranykupa: 2017